# André Fierens
André Joseph Fierens (Anversa, 8 febbraio 1898 – 12 gennaio 1971) è stato un calciatore belga, di ruolo centrocampista.

## Palmarès

### Club
- Campionato belga: 4

Beerschot: 1921-1922, 1923-1924, 1924-1925, 1925-1926

### Nazionale
- Oro olimpico: 1

Anversa 1920